# Spirama japonica
Spirama japonica är en fjärilsart som beskrevs av Achille Guenée 1852. Spirama japonica ingår i släktet Spirama och familjen nattflyn. Inga underarter finns listade i Catalogue of Life.